# Ісаєв (кратер)
Кратер Ісаєв (лат. Isaev) — великий метеоритний кратер у північно-західній частині гігантського кратера Гагарін на зворотному боці Місяця. Назву присвоєно в честь радянського інженера, конструктора корегуюче-гальмівних установок двигуна радянських космічних кораблів — Олексія Михайловича Ісаєва (1908—1971). Назва затверджена Міжнародним астрономічним союзом у 1976 році. Утворення кратера належить до нектарського періоду.

## Опис кратера

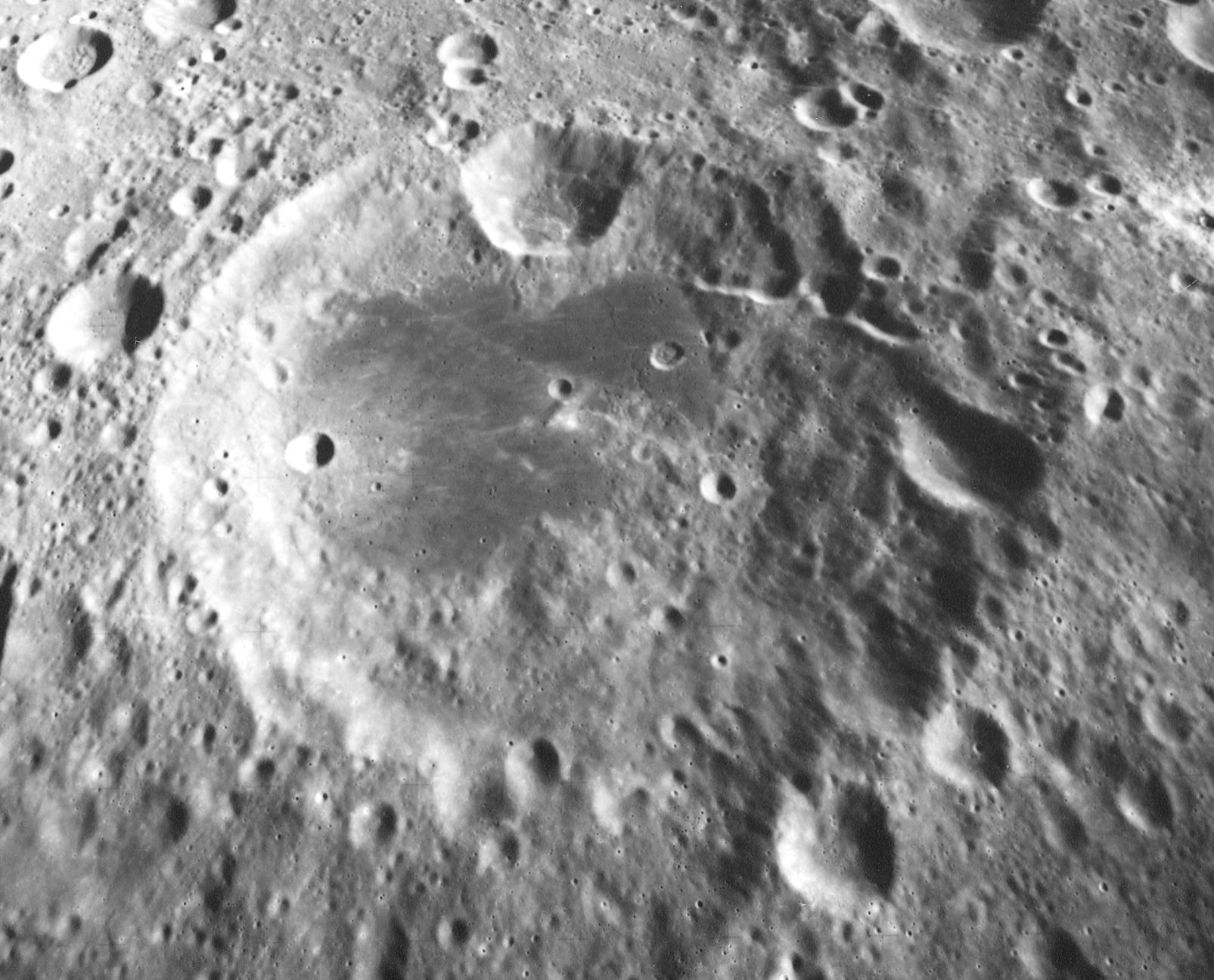
Знімок кратера з борту Аполлона-17 (північ внизу).

Найближчими сусідами кратера є кратер Деннінг на заході; кратер Марконі на півночі-північному заході; кратер Бейєрінк на північному сході; кратер Граве на сході; кратер Косберг на південному сході; кратер Андронов на півдні-південному заході; кратер Леві-Чивіта на південному заході; і кратер Пірке на заході-південному заході. Селенографічні координати центру кратера 17°34′ пд. ш. 147°29′ сх. д. / 17.57° пд. ш. 147.49° сх. д., діаметр 94,1 км, глибина 2,8 км.
Кратер Ісаєв має циркулярну форму злегка викривлену в західній частині внаслідок сусідніх імпактів, істотно зруйнований. Вал згладжений, відзначений безліччю дрібних кратерів. У південній частині внутрішній схил валу перекритий сателітним кратером Ісаєв N (див. нижче), західна частина внутрішнього схилу прорізана ланцюжком кратерів. Висота валу над навколишньою місцевістю досягає 1420 м, об'єм кратера становить 7 778 км3. Дно чаші порівняно рівне, більшу частину його займає область з низьким альбедо, яке затоплене базальтовою лавою. Це нехарактерно для зворотної сторони Місяця, де товщина місячної кори значно більша ніж на видимій стороні. У східній частині чаші знаходиться примітний невеликий кратер.

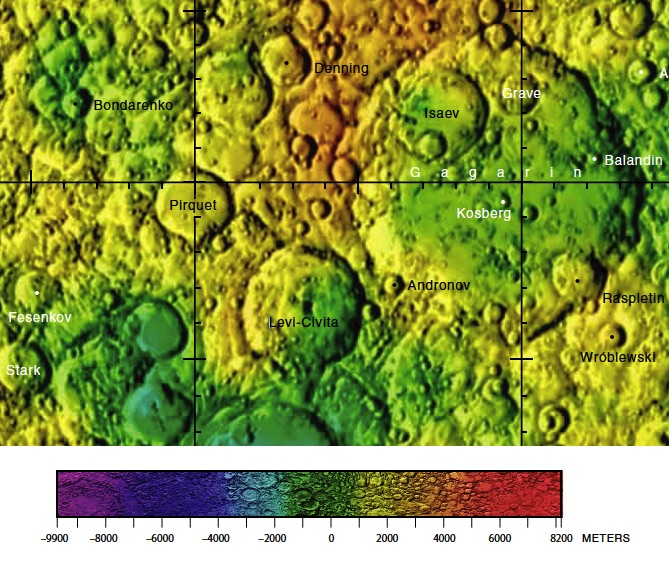
Розташування кратера Ісаєв, на північному заході внутрішнього боку кратера Гагаріна

## Сателітні кратери

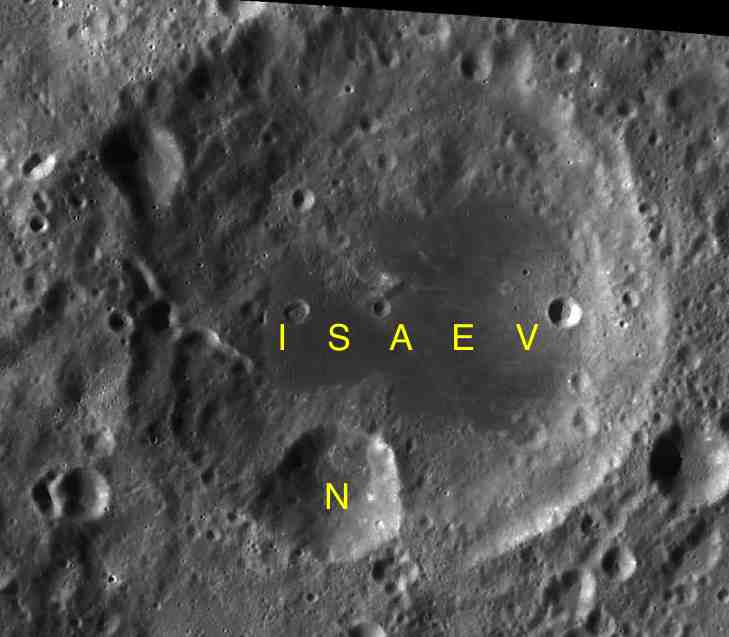
Фрагмент карти LAC-102.

| Ісаєв | Координати                                                  | Діаметр, км |
| ----- | ----------------------------------------------------------- | ----------- |
| N     | 18°41′ пд. ш. 147°15′ сх. д. / 18.68° пд. ш. 147.25° сх. д. | 22,4        |